# Listă de instituții de învățământ superior din România
Conform evaluării făcute de Asociația universităților din Europa, un organism internațional de evaluare, în categoria cercetare avansată au fost incluse 11 unități de învățământ din România.
Rezultatele primei clasificări a universităților din România făcută de Asociația Universităților Europene.
În categoria de Universități de Cercetare Avansată și Educație (categoria I) au fost clasate urmatoarele universități:
- Universitatea din București
- Universitatea Babes - Bolyai din Cluj-Napoca
- Universitatea „Alexandru Ioan Cuza” din Iași
- Academia de Studii Economice din București (ASE)
- Universitatea de Științe Agricole și Medicină Veterinară Cluj-Napoca
- Universitatea de Medicină și Farmacie Carol Davila din București
- Universitatea de Medicină și Farmacie Grigore T. Popa din Iași
- Universitatea de Medicină și Farmacie Iuliu Hațieganu din Cluj
- Universitatea Politehnica din București
- Universitatea Tehnică Gheorghe Asachi din Iași
- Universitatea Tehnică din Cluj-Napoca
- Universitatea „Politehnica” din Timișoara

În categoria Universităților de Educație și Cercetare Științifică (categoria a II-a) au fost clasate:
- Universitatea de Vest din Timișoara
- Universitatea din Craiova
- Universitatea Transilvania din Brașov
- Universitatea "Ovidius" din Constanța
- Universitatea „Dunărea de Jos” din Galați
- Universitatea „Lucian Blaga” din Sibiu
- Universitatea din Oradea
- Școala Națională de Studii Politice și Administrative din București
- Universitatea de Științe Agricole și Medicină Veterinară „Ion Ionescu de la Brad” din Iași
- Universitatea de Stiinte Agronomice si Medicina Veterinara din Bucuresti
- Universitatea de Științele Vieții "Regele Mihai I" din Timișoara
- Universitatea de Medicina si Farmacie "Victor Babes" din Timisoara
- Universitatea de Medicina si Farmacie din Craiova
- Universitatea Tehnica de Constructii Bucuresti
- Universitatea de Medicina si Farmacie din Targu Mures
- Academia Tehnica Militara din Bucuresti
- Academia Forțelor Aeriene „Henri Coandă” din Brașov
- Academia de Politie "Alexandru Ioan Cuza" din Bucuresti
- Universitatea Nationala de Aparare "Carol I" din Bucuresti
- Academia Navala "Mircea Cel Batran" din Constanta
- Academia Nationala de Informatii "Mihai Viteazul" din Bucuresti
- Academia Fortelor Terestre "Nicolae Balcescu" din Sibiu

În categoria a II-a intra si Universitatile de educatie si creatie artistica, respectiv: 
- Universitatea Nationala de Arte din Bucuresti
- Universitatea de Arhitectura si Urbanism "Ion Mincu" din Bucuresti
- Universitatea Nationala de Arta Teatrala si Cinematografica "I. L. Caragiale" din Bucuresti
- Universitatea de Arte "George Enescu" din Iasi
- Universitatea Nationala de Muzica din Bucuresti
- Universitatea de Arta si Design din Cluj-Napoca
- Academia de Muzica "Gheorghe Dima" din Cluj-Napoca
- Universitatea de Arte din Targu Mures

Restul universităților din România au fost clasate în categoria Universităților Centrate pe Educație (categoria a III-a).
- Universitatea „Agora” din Oradea
- Universitatea „Aurel Vlaicu" din Arad
- Universitatea „Ștefan Cel Mare" din Suceava
- Universitatea „Valahia" din Târgoviște
- Universitatea Petrol-Gaze din Ploiești
- Universitatea Maritimă din Constanța
- Universitatea „1 Decembrie 1918" din Alba Iulia
- Universitatea Titu Maiorescu din București
- Universitatea Romano-Americană din București
- Universitatea „Vasile Alecsandri" din Bacău
- Universitatea din Pitești
- Universitatea „Eftimie Murgu" din Reșița
- Universitatea Creștină „Dimitrie Cantemir" din București
- Universitatea „Constantin Brancuși" din Târgu Jiu
- Universitatea Națională de Educație Fizică și Sport din București
- Universitatea de Nord Baia Mare
- Universitatea Ecologică din București
- Universitatea din Petroșani
- Universitatea de Vest „Vasile Goldiș" din Arad
- Universitatea Creștină Partium din Oradea
- Universitatea Emanuel din Oradea
- Universitatea „Apollonia" din Iași
- Universitatea Spiru Haret din București
- Universitatea Hyperion din București
- Universitatea „Petru Maior" din Târgu Mureș
- Universitatea Dimitrie Cantemir din Târgu Mureș
- Universitatea Română de Științe și Arte „Gheorghe Cristea"
- Universitatea „Tibiscus" din Timișoara
- Universitatea Româno-Germană din Sibiu
- Universitatea Andrei Șaguna Constanța
- Universitatea „Mihail Kogălniceanu" din Iași
- Institutul Teologic Protestant din Cluj-Napoca
- Institutul Teologic Penticostal din Municipiul București
- Institutul Teologic Baptist București
- Universitatea ARTIFEX din București
- Universitatea „Danubius" din Galați
- Universitatea „Constantin Brâncoveanu" din Pitești
- Universitatea „Petre Andrei" din Iași
- Universitatea „Avram Iancu" din Cluj-Napoca
- Universitatea „Bogdan Vodă" din Cluj-Napoca
- Universitatea „Nicolae Titulescu" din București
- Universitatea „George Bacovia" din Bacău
- Universitatea „Athenaeum" din București
- Universitatea Europeană "Drăgan" din Lugoj
- Institutul de Administrare a Afacerilor din București
- Universitatea „Mihai Eminescu" din Timișoara
- Universitatea Financiar - Bancară București
- Universitatea George Barițiu din Brașov
- Universitatea Bioterra din București